# 康布雷钟楼

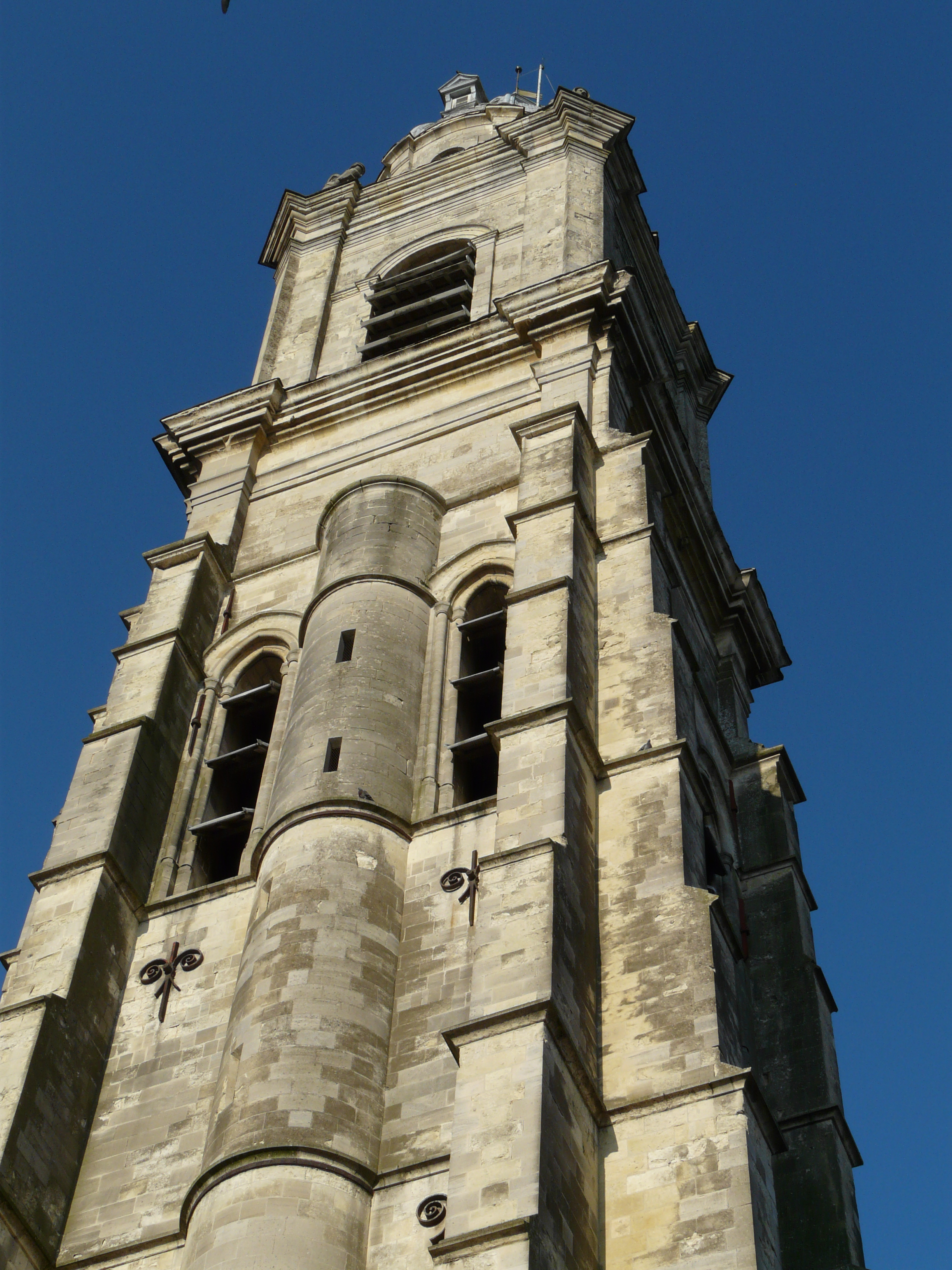

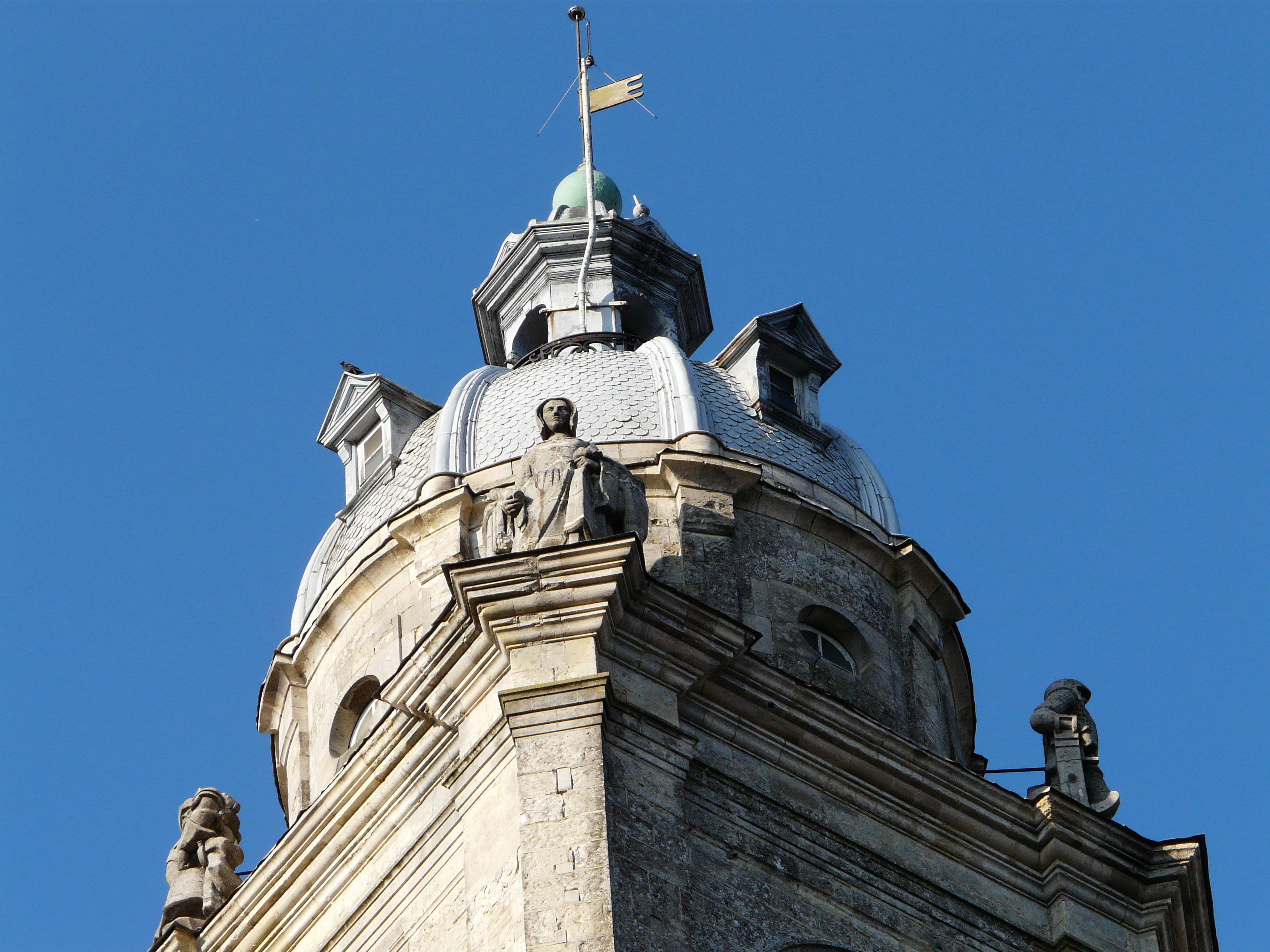
钟楼顶部i

康布雷钟楼（法語：Beffroi de Cambrai）是法国北部大区康布雷的一座历史建筑，1965年7月15日列为法国历史古迹，2005年列为世界遗产。
钟楼在11世纪已经存在。目前的钟楼建于1447-1474年，哥特式风格，高达62米。
因为楼梯的原因，钟楼不对公众开放。